# Кривцов, Александр Сергеевич
Александр Сергеевич Кривцов (1868—1910) — русский правовед, профессор Дерптского университета.

## Биография
Родился в Москве 16 (28) октября 1868 года. Происходил из потомственных дворян Орловской губернии, сын помещика села Сергиевского (Меньшой Колодезь) Елецкого уезда, известного винодела Сергея Дмитриевича Кривцова (1843—1904) и Ольги Фёдоровны, дочери англичанина, домашнего учителя Федора Федоровича Винсона (?—1857), наставника М. Ю. Лермонтова. До 10 лет жил в родовом имении в селе Меньшой Колодезь.
В 1886 году окончил Поливановскую гимназию, а в ноябре 1890 года — юридический факультет Московского университета с дипломом 1-й степени. Попечитель Московского учебного округа, граф П. А. Капнист, весьма благоприятно оценил успехи А. Кривцова в освоении гражданского и римского права, а также отметил высокий уровень его студенческих сочинений на цивилистические темы, и Министерство народного просвещения командировало Кривцова в Берлин для подготовки к профессуре по римскому праву. В 1891—1894 годах он учился в русской семинарии римского права при Берлинском университете. Итогом его занятий стало исследование «К теории юридических лиц в римском праве. I. Способность сообществ к совершению правонарушений», изданное в Берлине в 1894 году под названием «Die Deliktsfähigkeit der Gemeinde».
В 1894—1896 годах был приват-доцентом кафедры гражданского права Новороссийского университета.
В 1896 году перешёл в Юрьевский университет: в 1896—1899 годах — исправляющий должность экстраординарного профессора кафедры местного права; после получения степени магистра римского права, в 1899—1907 годах — экстраординарный профессор, с 1907 года — исправляющий должность ординарного профессора кафедры римского права. В 1902 году напечатал сочинение «Общее учение об убытках» (Юрьев, 1902).
С 1906 года преподавал римское право на Высших женских курсах Раева, а с 1908 года — в Психоневрологическом институте в Санкт-Петербурге. В 1903 году был произведён в чин статского советника; имел ордена Св. Анны 3-й степени и Св. Станислава 2-й степени.
Был женат на Варваре Васильевне Максимовой (1859—1942), елецкой мещанке. Имели трёх дочерей: Ольгу (1895—1970), Софью (1897—1979) и Марию (1900—1971). Ольга Александровна Кривцова-Гракова по окончании в 1922 году Московского университета стала археологом и сотрудником Государственного Исторического музея.
После смерти отца унаследовал родовое имение, где его жена с дочерьми пережила и революцию, и Гражданскую войну, а в начале 1920-х годов перебралась в Москву.
Скончался 10 ноября 1910 года в Юрьеве.